# Mons Ivar Mjelde
Mons Ivar Mjelde (ur. 17 listopada 1967 w Osterøy) – piłkarz norweski grający na pozycji napastnika. W reprezentacji Norwegii rozegrał 3 mecze i strzelił 2 gole.

## Kariera klubowa
Karierę piłkarską Mjelde rozpoczął w klubie SK Brann. W 1989 roku awansował do kadry pierwszej drużyny i wówczas zadebiutował w niej w rozgrywkach pierwszej ligi norweskiej. W Brann grał także w 1990 roku, a w 1991 roku odszedł do Bryne FK, grającego w drugiej lidze norweskiej.
Po roku gry w Bryne Mjelde przeszedł do Lillestrøm SK. W 1992 roku wystąpił w przegranym przez Lillestrøm 2:3 finale Pucharu Norwegii. W 1993 roku ze strzelonymi 19 golami został królem strzelców norweskiej ligi. Z kolei w 1994 roku wywalczył z Lillestrøm wicemistrzostwo kraju.
W 1994 roku Mjelde odszedł do Austrii Wiedeń. W Austrii grał przez półtora roku i tworzył atak z takimi zawodnikami jak Andreas Ogris i Peter Pacult. W austriackiej Bundeslidze strzelił 29 goli w 53 meczach.
W 1996 roku Mjelde wrócił do Norwegii, do SK Brann. W tamtym roku otrzymał Nagrodę Kniksena dla najlepszego napastnika rozgrywek ligowych. W 2000 roku wywalczył z Brann wicemistrzostwo Norwegii. W 2001 roku przeszedł do Sogndal IL, w którym po sezonie gry zakończył karierę.
| Sezon   | Klub           | Kraj     | Rozgrywki    | Mecze | Bramki |
| ------- | -------------- | -------- | ------------ | ----- | ------ |
| 1989    | SK Brann       | Norwegia | Tippeligaen  | 10    | 0      |
| 1990    | SK Brann       | Norwegia | Tippeligaen  | 21    | 7      |
| 1991    | Bryne FK       | Norwegia | Adeccoligaen | ?     | ?      |
| 1992    | Lillestrøm SK  | Norwegia | Tippeligaen  | 22    | 7      |
| 1993    | Lillestrøm SK  | Norwegia | Tippeligaen  | 21    | 19     |
| 1994    | Lillestrøm SK  | Norwegia | Tippeligaen  | 10    | 3      |
| 1994/95 | Austria Wiedeń | Austria  | Bundesliga   | 33    | 17     |
| 1995/96 | Austria Wiedeń | Austria  | Bundesliga   | 19    | 11     |
| 1996    | SK Brann       | Norwegia | Tippeligaen  | 15    | 19     |
| 1997    | SK Brann       | Norwegia | Tippeligaen  | 26    | 16     |
| 1998    | SK Brann       | Norwegia | Tippeligaen  | 16    | 4      |
| 1999    | SK Brann       | Norwegia | Tippeligaen  | 15    | 2      |
| 2000    | SK Brann       | Norwegia | Tippeligaen  | 22    | 6      |
| 2001    | SK Brann       | Norwegia | Tippeligaen  | 3     | 0      |
| 2001    | Sogndal IL     | Norwegia | Tippeligaen  | 7     | 2      |

## Kariera reprezentacyjna
W reprezentacji Norwegii Mjelde zadebiutował 11 sierpnia 1993 roku w wygranym 7:0 towarzyskim spotkaniu z Wyspami Owczymi, w którym zdobył 2 gole. W kadrze narodowej od 1993 do 1995 rozegrał 3 mecze i strzelił 2 gole.
| Mecze i gole w reprezentacji | Mecze i gole w reprezentacji | Mecze i gole w reprezentacji | Mecze i gole w reprezentacji | Mecze i gole w reprezentacji | Mecze i gole w reprezentacji | Mecze i gole w reprezentacji |
| #                            | Data                         | Stadion                      | Rywal                        | Wynik                        | Gol                          | Rozgrywki                    |
| 1993                         | 1993                         | 1993                         | 1993                         | 1993                         | 1993                         | 1993                         |
| ---------------------------- | ---------------------------- | ---------------------------- | ---------------------------- | ---------------------------- | ---------------------------- | ---------------------------- |
| 1.                           | 11.08.1993                   | Toftir, Wyspy Owcze          | Wyspy Owcze                  | 7:0                          | 2                            | towarzyski                   |
| 2.                           | 20.04.1993                   | Oslo, Norwegia               | Portugalia                   | 0:0                          | 0                            | towarzyski                   |
| 1995                         |                              |                              |                              |                              |                              |                              |
| 3.                           | 22.07.1995                   | Oslo, Norwegia               | Francja                      | 0:0                          | 0                            | towarzyski                   |

## Kariera trenerska
Po zakończeniu kariery piłkarskiej Mjelde został trenerem. W 2003 roku został mianowany pierwszym szkoleniowcem SK Brann. W 2004 roku doprowadził ten klub do zdobycia Pucharu Norwegii. Z kolei w 2007 roku wywalczył z Brann mistrzostwo kraju. Został też wybrany Trenerem Roku. W 2008 roku odszedł z Brann, a w 2009 został zatrudniony w Bryne FK, w którym pracował przez rok.